# Walerij Lukin
Walerij Wiktorowicz Lukin (Валерий Викторович Люкин; ur. 17 grudnia 1966 w Aktobe w Aktobe), radziecki gimnastyk. Czterokrotny medalista olimpijski z Seulu.
Dzieciństwo spędził w Kazachstanie, później zamieszkał w Moskwie. W połowie lat 80. awansował do kadry Związku Radzieckiego. Brał udział w mistrzostwach świata w 1987 (złoto w drużynie) i 1991 (brąz w wieloboju i złoto w drużynie). W 1987 zdominował rywalizację na mistrzostwach Europy, wygrywając m.in. w wieloboju. Rok później zdobył po dwa złote i srebrne krążki olimpijskie.
Po rozpadzie ZSRR startował w barwach Kazachstanu. W 1992 wyjechał do Stanów Zjednoczonych i został trenerem. Jego żoną jest Anna, mistrzyni świata w gimnastyce artystycznej z 1987. Ich córka, Nastia, jest złotą medalistką olimpijską z Pekinu (w barwach USA).

## Starty olimpijskie (medale)
Seul 1988
- drążek, drużyna –  złoto
- wielobój, poręcze –  srebro